# Plastic Box
Plastic Box è un cofanetto antologico dei Public Image Ltd..

## Tracce

### Disco 1
1. Public Image
2. The Cowboy Song
3. Theme
4. Religion I
5. Religion II
6. Annalisa
7. Low Life
8. Attack
9. Poptones (BBC John Peel Session)
10. Careering (BBC John Peel Session)
11. Chant (BBC John Peel Session)
12. Death Disco (12" Remix)
13. 1/2 Mix Megamix
14. No Birds Do Sing
15. Memories

### Disco 2
1. Another
2. Albatross
3. Socialist
4. The Suit
5. Bad Baby
6. Radio 4
7. Pied Piper
8. Flowers of Romance (Single Version)
9. Four Enclosed Walls
10. Phenagen
11. Track 8
12. Hymie's Him
13. Under The House
14. Banging The Door
15. Go Back
16. Francis Massacre
17. Home Is Where The Heart Is

### Disco 3
1. This Is Not a Love Song (LP Remix)[1]
2. Blue Water
3. Bad Life (Single Version)
4. Question Mark
5. Solitaire
6. Tie Me To The Length Of That
7. Where Are You?
8. The Pardon
9. 1981
10. The Order Of Death
11. F.F.F.
12. Rise
13. Fishing
14. Round
15. Home
16. Ease

### Disco 4
1. Seattle
2. Angry
3. The Body (US 12" Mix)
4. Selfish Rubbish
5. Disappointed
6. Happy
7. Warrior (12" Extended Version)
8. USLS 1
9. Don't Ask Me
10. Criminal
11. Luck's Up
12. God
13. Cruel (BBC Mark Goodier Session)
14. Acid Drops (BBC Mark Goodier Session)
15. Love Hope (BBC Mark Goodier Session)
16. Think Tank (BBC Mark Goodier Session)